# Рондо (филм)
Рондо је југословенски филм који је први пут приказан 16. јуна 1966. године. Режирао га је Звонимир Берковић који је написао и сценарио.

## Радња
Уметнички дизајнер Феђа(Реља Башић) живи у сретном браку са супругом (Милена Дравић) у поткровљу једне загребачке зграде. Једнога дана, посматрајући у парку доконе шахисте, уметник упознаје судију Младена (Стево Жигон), исто тако пасионираног кибица. Двојица мушкараца убрзо постају пријатељи и судија почиње редовно недељом посећивати уметника и играти с њим шах.
Уиграју шах и разговарају о уметности и музици, али и како њихови сусрети доведу до тога да Феђина млада супруга, започне прељубничку аферу са Младеном.

## Улоге
| Глумац         | Улога  |
| -------------- | ------ |
| Стево Жигон    | Младен |
| Милена Дравић  | Неда   |
| Реља Башић     | Феђа   |
| Борис Фестини  |        |
| Рудолф Кукић   |        |
| Звонимир Рогоз |        |

## Награде
- Средином 1980-их је уврштен у избор 20 најбољих југословенских филмова.[2]
- Пула

- Реља Башић добио Златну арену за најбољу мушку улогу.
- Велика сребрна арена за филм
- Златна арена за сценарио
- Златна арена за фотографију
- Сребрна арена за женску улогу
- На фестивалу у Атланти филм је добио прву награду за сценарио[4]